# Лыка (Бургасская область)
Лыка (болг. Лъка) — село в Болгарии. Находится в Бургасской области, входит в общину Поморие. Население составляет 232 человека.
Село Лыка расположено в 10 км от областного центра — города Бургас, в 20 км от города Несебыр и на расстоянии 10 км от административного центра общины — города Поморие.

## История
До 1925 года село называлось Ески-Пасли.

## Политическая ситуация
Лыка подчиняется непосредственно общине и не имеет своего кмета. Кмет (мэр) общины Поморие — Петыр Георгиев Златанов (независимый) по результатам выборов в правление общины. Кметский наместник в селе — Жасмина Недкова Димитрова.